# Ma'ake Kemoeatu
Ma'ake Kemoeatu (Pule'anga Fakatu'i'o, 10 gennaio 1979) è un giocatore di football americano tongano che gioca nel ruolo di nose tackle nella National Football League (NFL). Dopo non essere stato scelto nel Draft NFL 2002 firmò coi Baltimore Ravens. Al college ha giocato a football all’Università dello Utah.

## Carriera professionistica

### Baltimore Ravens
Kemoeatu non fu selezionato nel Draft 2002 ma firmò in qualità di free agent coi Baltimore Ravens. Nella sua stagione da rookie disputò tutte le 16 partite, una delle quali come titolare, mettendo a segno 15 tackle e 2 sack. Nella stagione 2005, l'ultima della prima parentesi coi Ravens, divenne stabilmente titolare.

### Carolina Panthers
Kemoeatu firmò coi Carolina Panthers come free agent nel 2006. Coi Panthers disputò tre stagioni, giocando quasi sempre come titolare e stabilendo un primato in carriera di 46 tackle nel 2007.
Kemoeatu si ruppe il tendine d'Achille nel training camp del 2009. Il 5 agosto fu posto in lista infortunati per il resto della stagione. Il 5 marzo 2010 fu svincolato.

### Washington Redskins
Il 13 marzo 2010, Kemoeatu firmò un contratto biennale da 7 milioni di dollari coi Washington Redskins. Con essi disputò una sola stagione con 14 partite, 12 delle quali come titolare, mettendo a segno 29 tackle. Fu svincolato il 28 luglio 2011.

### Ritorno ai Ravens
Il 2 maggio 2012, Kemoeatu tornò ai Baltimore Ravens. Dopo essere rimasto lontano un anno lontano dai campi di football il suo peso era diminuito notevolmente. Nella prima gara della nuova stagione partì subito come titolare mettendo a segno un tackle. Il 3 febbraio 2013, Kemoeatu partì come titolare nel Super Bowl XLVII mettendo a segno un tackle nella vittoria dei Ravens sui San Francisco 49ers per 34-31 e laureandosi per la prima volta campione NFL.

## Palmarès
- Super Bowl : 1

Baltimore Ravens: Super Bowl XLVII
- American Football Conference Championship: 1

Baltimore Ravens: 2012

## Statistiche
| Tackle totali    | 238 |
| Sack fatti       | 4,0 |
| Intercetti fatti | 0   |
| Fumble forzati   | 1   |